# Nausikaä

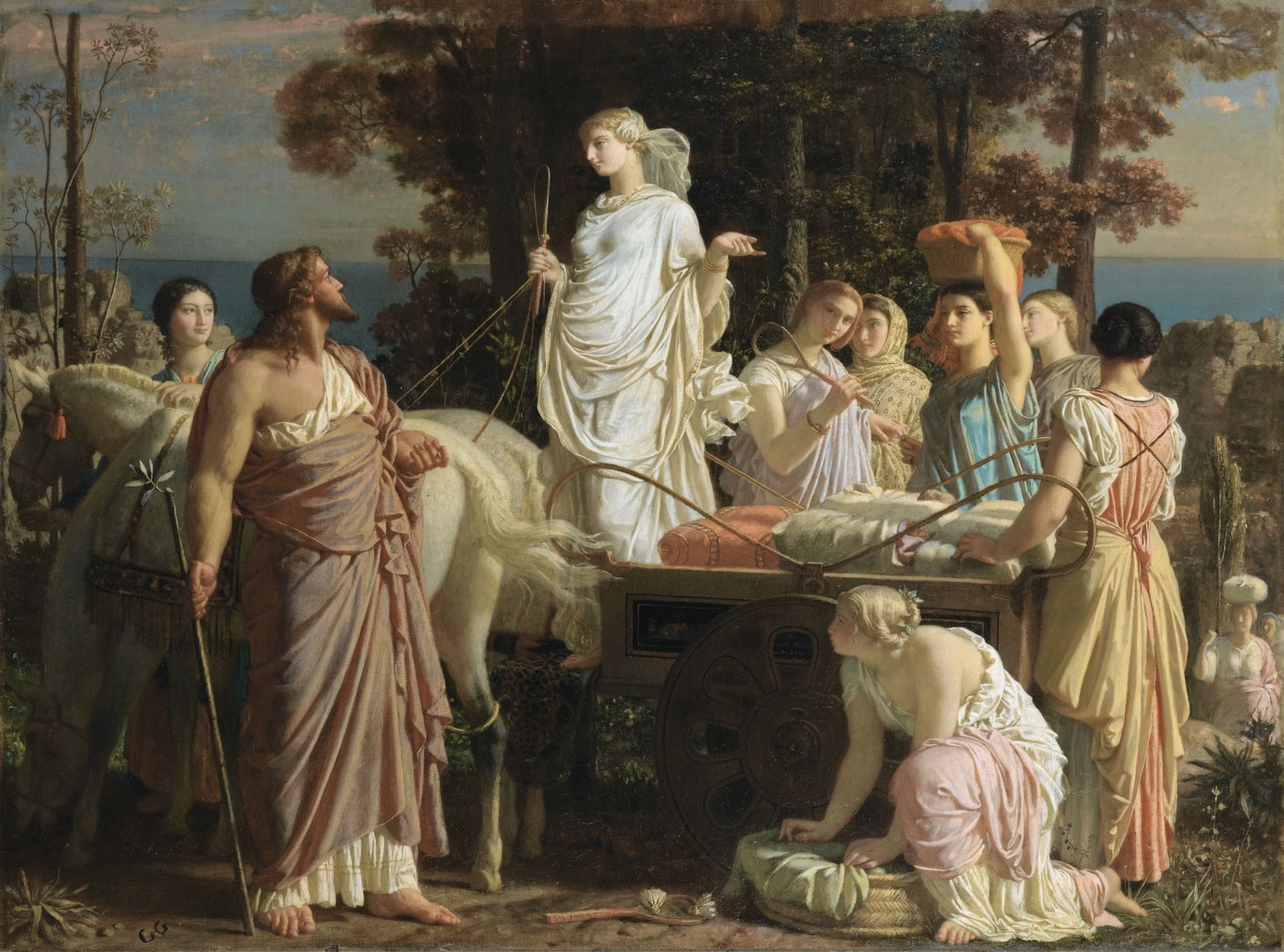
Odysseus en Nausikaä door Charles Gleyre

Nausikaä (Ναυσικάα) is in de Odyssee van Homerus de beeldschone dochter van koning Alkinoös en koningin Arete van de Faiaken. Nadat Odysseus als schipbreukeling was aangespoeld op haar geboorte-eiland, werd hij door haar geholpen en gastvrij ontvangen.
De godin Pallas Athena spoort de prinses in een droom aan om bij het aanbreken van de dag samen met haar dienaressen de was te doen bij een naburige rivier. Daar vindt ze Odysseus, die de vorige dag op het eiland Scheria aangespoeld is, nadat hij de zeenimf Kalypso op een vlot ontvlucht was. De passage in Boek VI waarin Odysseus zijn verwondering over de schoonheid van het meisje uitspreekt, is een van de beroemdste van de Odyssee. Nausikaä is de aantrekkelijkste meisjesfiguur uit de Odyssee, waarin zij wordt getypeerd als een vastberaden en waardige koningsdochter met toch vrouwelijke charme en een onmiskenbare minzaamheid ten overstaan van haar ondergeschikten. Sophocles heeft de geschiedenis van Nausikaä en Odysseus uitgewerkt in een verloren gegane Attische tragedie Nausikaä.
Vervolgens brengt Nausikaä de drenkeling naar het paleis van haar ouders die Odysseus een schip lenen om eindelijk naar Ithaka terug te varen. De ontmoeting met Nausikaä is aanleiding voor een raamvertelling waarin Odysseus al zijn avonturen verhaalt.
Sommige bronnen (waaronder Aristoteles en Dictys Cretensis, de vermeende auteur van de Ephemeridos Belli Troiani) vermelden dat Telemachus, de zoon van Odysseus, later met Nausikaä trouwde en dat ze een zoon kregen die Perseptolis of Ptoliporthos heette.